# سیارک ۷۹۵۵
سیارک ۷۹۵۵ (به انگلیسی: 7955 Ogiwara، نامگذاری:1993WE) هفت هزار و نهصد و پنجاه و پنجمین سیارک کشف شده‌است که در ۱۸ نوامبر ۱۹۹۳ کشف شد.